# Jeune Fille dans un parc
Jeune fille dans un parc est une œuvre de Berthe Morisot, conservée au musée des Augustins de Toulouse, exposée dans le Salon Rouge qui rassemble des œuvres de la peinture française du XIXe siècle et du début du XXe siècle. Peinte entre 1888 et 1893, on la rattache au mouvement artistique impressionniste, dont Berthe Morisot fait partie.

## Description

### Format et genre
Jeune fille dans un parc, nommée aussi Sur le banc, est une peinture à l’huile de 90 × 81 cm sans cadre et de 105 × 95 cm avec cadre : cette toile au format presque carré est un portrait de jeune fille, son modèle Jeanne-Marie, puis après quelques années elle fait poser Julie Manet, fille de l'artiste.

### Composition
La jeune fille nous fait face, monumentalisée par une position frontale. Elle est assise sur un banc, au premier plan de l’œuvre, légèrement décentrée vers la droite. Le cadre la coupe au niveau des jambes. Elle est entourée d’un jardin luxuriant et porte un large chapeau anglais aux tons beiges. Sa chevelure rousse ondulée tombe sur ses épaules encadrant un visage doux et figé sur lequel s’esquisse un sourire. Les courbes dessinées par la végétation font écho à celles de son corps, soulignées par le vêtement, ainsi qu'à l’arrondi du chapeau et à l’ondulation de sa chevelure : seules les lignes verticales et horizontales du banc viennent interrompre cet entremêlement de lignes souples.

### Couleurs
Le haut de son vêtement, en mêlant des nuances de bleu, de blanc, de vert et de gris, rappelle la couleur du banc et des fleurs à la droite de la jeune fille. Le bas de sa robe, rayé par des nuances de vert, rappelle les différents tons de la végétation en arrière-plan.  Le beige clair de la peau de la jeune fille ainsi que le beige plus foncé du chapeau font écho au puits de lumière légèrement dorée que l’on retrouve en haut à gauche de la toile, où la végétation est moins abondante.

## Analyse artistique et choix esthétiques

### Entre portrait et paysage
Berthe Morisot fait le choix de réaliser une œuvre au genre « hybride » : la présence frontale de la jeune fille, l’individualité qui se dégage d’elle par son sourire à demi-esquissé et par son regard porté sur le spectateur, permettent de rattacher l’œuvre au genre du portrait. Mais le fait que la jeune fille soit légèrement décentrée laisse à l’arrière-plan végétal la possibilité de prendre le dessus sur le modèle représenté. Berthe Morisot réalise une œuvre où portrait et paysage ont part égale et s’unissent. En effet, les formes arrondies de la végétation, les nuances et les teintes des plantes se poursuivent dans le vêtement de la jeune fille qui fait partie intégrante de la nature : le motif et les couleurs de la plante à droite de la jeune fille se retrouvent dans le bas de son corsage et les cheveux roux, libres, apparaissent comme des lianes ou de longues branches fines entremêlées.
La nature ne sert pas seulement d’arrière-plan au portrait, elle fait bien partie intégrante de l’œuvre, comme un pendant au modèle. Par endroits, la végétation semble même traitée avec plus de détails et de minutie que le vêtement ou le visage de la jeune fille. Jeune fille dans un parc est une peinture qui s’affirme entre le portrait et le paysage.

### Une peinture d’impressions
Berthe Morisot développe une peinture où les formes se dissolvent pour suggérer des impressions, une atmosphère en lien avec le modèle et le lieu représentés. Dans cette œuvre, ce n’est pas seulement le visage de la jeune fille, ses traits et ses particularités physiques qui intéressent Berthe Morisot, c'est aussi son attitude et l’impression qu’elle dégage. Le buste de la jeune fille est très droit, sa pose est toute en retenue, les mains posées sur les cuisses, et son regard reste fixe : l’ensemble semble traduire un certain malaise chez la jeune fille, assise seule sur le banc.
À cette impression de malaise s’opposent pourtant une lumière douce et printanière, des nuances et des tons harmonieux et le sourire esquissé sur les lèvres de la jeune fille. Berthe Morisot suggère une impression de mouvement dans la végétation et dans la chevelure du modèle, comme si un vent léger traversait le jardin. L’harmonie et la douceur du paysage produisent une atmosphère paisible qui atténue la raideur de la jeune fille.

### Le style de Berthe Morisot
Le thème de la jeune fille assise seule sur un banc fait partie d’une iconographie propre à l’artiste impressionniste : ce type de composition, ces couleurs et le choix de représenter une jeune-femme dans un jardin sont typiques de la part de l’artiste et se retrouvent dans une autre œuvre de Berthe Morisot : Jeune-femme cousant dans un jardin (1881).
Cette toile concentre le style-même de l'artiste : Berthe Morisot porte un grand intérêt au travail de la lumière et de la couleur, avec toute une palette chromatique de vert et d’orangé. Elle suggère une impression de mouvement par une touche souple, ample et vive qui dissout les formes pour faire du corps de la femme représentée un prolongement de la nature. C’est par une nouvelle façon de concevoir la touche et la lumière que Berthe Morisot donne à cette jeune-fille un charme flou, une forme d’inachevé qui pousse au rêve.

## Contexte historique et artistique de l’œuvre

### Une œuvre abandonnée
Berthe Morisot a commencé cette œuvre en 1888 mais l’a vite abandonnée. Elle a attendu 1893 pour la reprendre et l’achever, deux ans avant de mourir. En 1892, à l’occasion de son exposition personnelle, l’œuvre Jeune fille dans un parc n’est pas achevée et ne peut être encore présentée au public.

### Un modèle absent
Le modèle de l’œuvre est Jeanne-Marie, une jeune femme que l’on retrouve dans plusieurs œuvres de Berthe Morisot dont Jeune Fille accoudée (1887) et Jeune Femme au chapeau (1888). Jeanne-Marie a commencé à poser pour Jeune Fille dans un parc en 1888 mais en 1893, lorsque Berthe Morisot se relance dans la réalisation de cette œuvre après une pause de cinq ans, Jeanne-Marie ne pose plus pour elle. L’artiste choisit de poursuivre l’œuvre malgré l’absence de modèle, s'inspirant de sa fille, ce qui explique l’aspect légèrement figé du visage de la jeune fille. Par ce choix, Berthe Morisot pose la question du rapport entre présence picturale et absence physique du modèle, question que l’on retrouve dans tout portrait.

### Le contexte impressionniste
L’œuvre Jeune fille dans un parc, par sa date de création, par l’esthétique qui s’y développe – une esthétique de l’impression et des sensations, du mouvement et de la nature, une esthétique où les formes se dissolvent, où la touche se fait large et où les couleurs et la lumière jouent un rôle plus important que le trait et le dessin – est à rattacher au courant de l'impressionnisme qui s’est développé dans le dernier quart du XIXe siècle. Berthe Morisot fait partie de ce courant artistique, aux côtés d’artistes comme Degas, Renoir et Manet avec qui elle entretient une relation artistique importante et déterminante. L’œuvre s’inscrit dans son époque en appartenant au mouvement artistique dominant de la fin du XIXe siècle et en participant à une véritable révolution artistique dans le traitement de la touche, de la couleur et de la lumière.

## Expositions de l’œuvre
Jeune fille dans un parc est exposé pour la première fois en 1896, lors d’une exposition posthume de l’artiste, sous le titre Sur le banc, avec comme dates de réalisation « 1888-1893 ». Avant de faire don de l’œuvre en 1905 au Musée des Augustins de Toulouse, Julie Manet, la fille de Berthe Morisot, et son mari Ernest Rouart, peintre aquarelliste, tous deux héritiers de l’œuvre de l’artiste, prêtent Jeune fille dans un parc à l’exposition « Libre Esthétique » de Bruxelles, du 25 février au 29 mars 1904 : il s’agit d’une rétrospective sur l’impressionnisme où la critique rend à Berthe Morisot sa juste place, aux côtés des plus grands artistes de la fin du XIXe siècle.
L’œuvre est conservée depuis dans le Salon Rouge du Musée des Augustins de Toulouse, une salle qui rassemble l’art du XIXème et du début du XXe siècle en France.
Ce tableau est présenté à l'exposition Julie Manet du musée Marmottan de Paris d'octobre 2021 à mars 2022.